# Aegithina nigrolutea
Aegithina nigrolutea е вид птица от семейство Aegithinidae.

## Разпространение
Видът е разпространен в Индия и Шри Ланка.